# Knema laurina
Knema laurina är en tvåhjärtbladig växtart som först beskrevs av Carl Ludwig von Blume, och fick sitt nu gällande namn av Otto Warburg. Knema laurina ingår i släktet Knema och familjen Myristicaceae. Utöver nominatformen finns också underarten K. l. heteropilis.